# Rễ

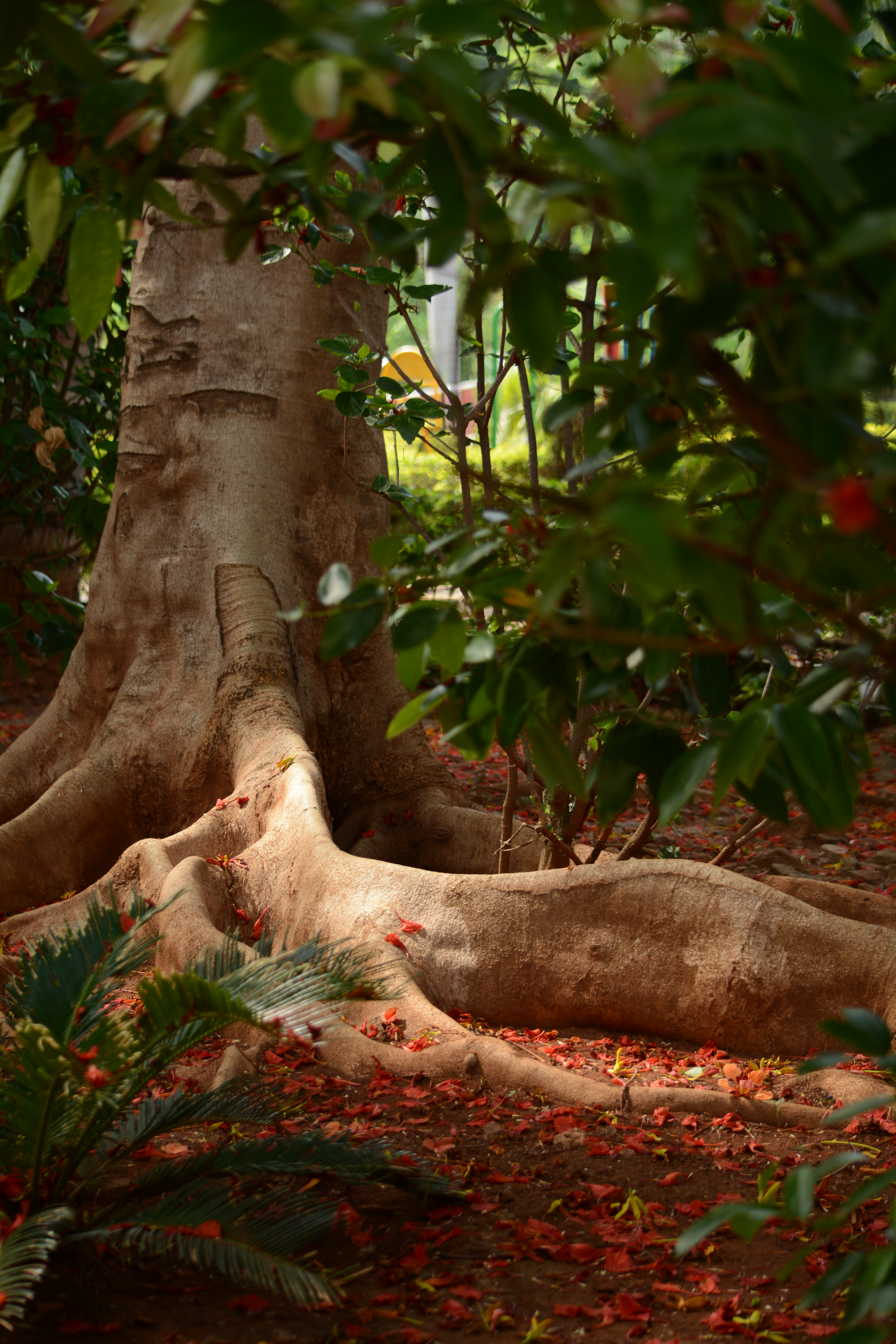
Một rễ cây lộ thiên.

Rễ cây là một cơ quan sinh dưỡng của thực vật, thực hiện các chức năng chính như bám cây vào lòng đất, rễ cây hút nước và các chất khoáng, hô hấp. Ngoài ra rễ cây còn là cơ quan dự trữ các chất dinh dưỡng, là cơ quan sinh sản sinh dưỡng của thực vật. Ở thực vật có mạch, rễ là một cơ quan của thực vật thông thường nằm dưới mặt đất (khi so sánh với thân). Tuy nhiên, nó vẫn có ngoại lệ, chẳng hạn ở một số loài có rễ khí sinh (nghĩa là nó mọc trên mặt đất) hoặc thông khí (nghĩa là mọc trên mặt đất hoặc trên mặt nước). Rễ cũng đóng vai trò quan trọng trong tổng hợp cytokinin, một dạng hoóc môn tăng trưởng của thực vật, một trong các nhu cầu để phát triển các chồi và cành cây.

## Phân loại

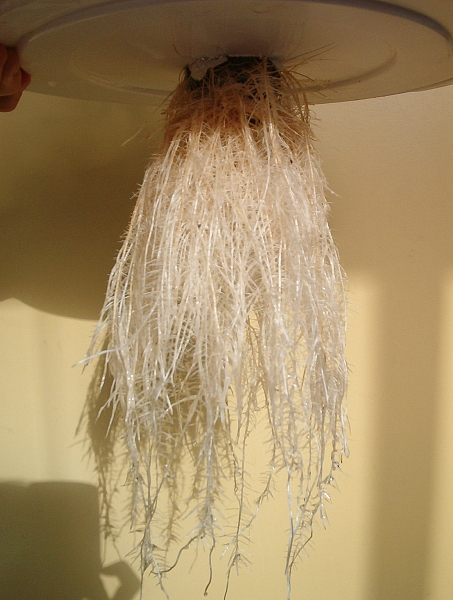
Một dạng rễ chùm

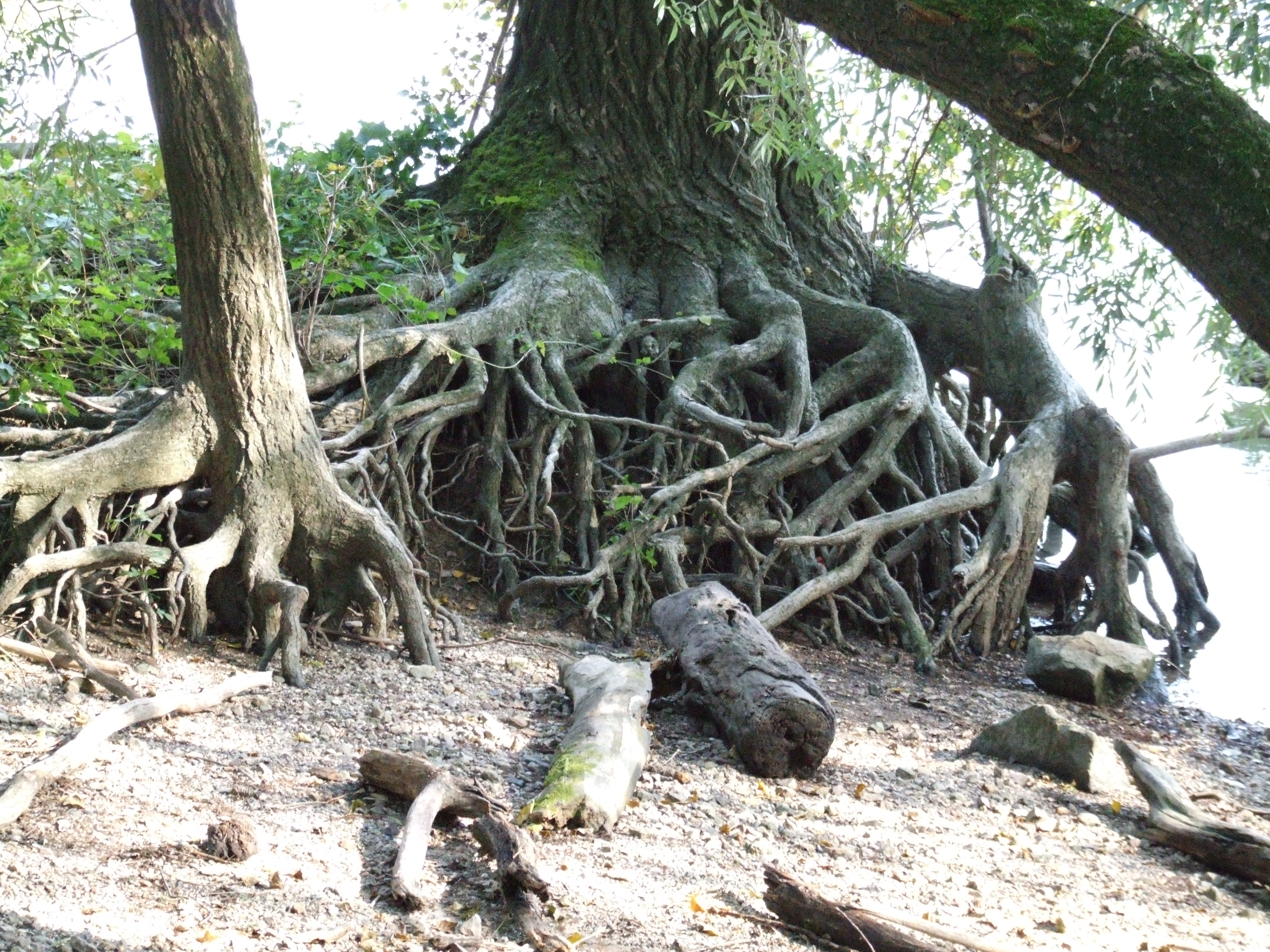

Để phân loại rễ người ta căn cứ theo nhiều tiêu chí. Nếu trong quá trình sinh trưởng vòng đời của thực vật thì sẽ có hai loại: rễ sơ sinh và rễ thật.
- Rễ sơ sinh: Là rễ của thực vật phát triển đầu tiên khi hạt cây (hoặc cơ quan sinh sản) nảy mầm. Sau đó thì rễ này có thể là tiêu biến đi hoặc phát triển tiếp gắn bó với vòng đời sinh trưởng của thực vật.
- Rễ thực thụ: Là những rễ cây sinh ra trong quá trình phát triển của cây, chúng có thể là mới hoàn toàn hoặc phát triển từ rễ sơ sinh.

Nếu phân loại vào vị trí của rễ cây thì chúng ta có thể phân loại thành ba loại chính: rễ cái, rễ con, rễ bên.
- Rễ cái: Chính là rễ sơ sinh phát triển thành. Rễ cái to khỏe, đâm sâu xuống đất và nhiều rễ con mọc xiên. Việc tồn tại loại rễ này là tùy từng loài thực vật.
- Rễ con: Ở nhiều loài thực vật, sau khi rễ sơ sinh hoàn thành nhiệm vụ phát triển của giai đoạn nảy mầm thì sẽ tiêu biến đi, và thay vào đó là phát triển từ cổ rễ ra các rễ mới đảm bảo quá trình phát triển của cây.
- Rễ bên: Là các rễ phát triển trong quá trình phát triển của cây khi chúng được mọc ra, phân nhánh từ rễ cái hoặc rễ con mà không phải mọc ra từ cổ rễ của cây.

Bộ rễ của thực vật sẽ được phân loại dựa theo số lượng và cấu tạo từ các rễ của cây. Thường sẽ phân loại thực vật theo hai hệ rễ:
- Hệ rễ cọc: Là cấu tạo của bộ rễ mà trong đó chỉ có tồn tại hai loại rễ là rễ cái và con rễ con.
- Hệ rễ chùm: Là bộ rễ có cấu tạo chỉ từ các rễ con mọc ra từ gốc thân.

## Cấu trúc
Rễ có 4 miền: Miền trưởng thành (dẫn truyền), miền hút (hấp thụ nước và muối khoáng hòa tan), miền sinh trưởng (làm cho rễ dài ra), miền chóp rễ (che chở cho đầu rễ).
- Miền hút gồm có 2 phân chính: Vỏ biểu bì và trụ giữa. Vỏ biểu bì gồm có nhiều lông hút. Lông hút là tế bào biểu bì kéo dài có chức năng hút nước và muối khoáng hòa tan. Phía trong thịt vỏ có chức năng chuyển các chất từ lông hút vào trụ giữa. Trụ giữa gồm các mạch gỗ
- Mạch rây (libe) có chức năng vận chuyển các chất, mạch gỗ và mạch rây ở rễ sắp xếp theo kiểu phóng xạ để phù hợp với chức năng hút nước, hút khoáng của rễ. Ruột chứa các chất dự trữ.
- Chóp rễ là phần giúp rễ đâm sâu vào lòng đất. Mặt đất rất cứng so với rễ, vì vậy để có thể đâm sâu vào lòng đất, chóp rễ có nhiệm vụ che chở bảo vệ các mô phân sinh của rễ khỏi bị hư hỏng và xây xát khi đâm vào đất. Xung quanh chóp rễ có các tế bào hóa nhầy hoặc tế bào tiết ra chất nhầy để giảm bớt sự ma sát của đất. Sự hóa nhầy này giúp cho các tế bào ngoài cùng của rễ không bị bong ra.

Cấu trúc lát cắt của rễ cây, bao gồm các bó mạch libe và gỗ sắp xếp theo kiểu phóng xạ

- Miền sinh trưởng gồm các tế bào có khả năng phân chia thành tế bào con, giúp rễ dài được ra.

## Sự hút nước và muối khoáng của rễ
Tất cả các cây đều cần nước. Cây không chỉ cần nước mà còn cần các loại muối khoáng, trong đó cần nhiều: muối đạm, muối lân, muối kali. Nhu cầu nước và muối khoáng là khác nhau đối với từng loại cây, các giai đoạn khác nhau trong chu kì sống của cây. Rễ cây hút nước và muối khoáng hoà tan chủ yếu nhờ lông hút. Nước và muối khoáng trong đất được lông hút hấp thụ chuyển qua vỏ tới mạch gỗ đi lên các bộ phận của cây.
Các yếu tố bên ngoài như thời tiết, khí hậu, các loại đất khác nhau,... có ảnh hướng tới sự hút nước và muối khoáng của cây. Cần cung cấp đủ nước và muối khoáng thì cây trồng mới sinh trưởng và phát triển tốt.

## Biến dạng của rễ
Ngoài chức năng chính là bám giữ và hút dinh dưỡng, đối với nhiều loài thực vật phát triển rễ thêm những chức năng riêng để thích nghi với điều kiện sinh thái:
- Rễ củ
- Rể móc
- Rể thở
- Giác mút(đâm sâu vào cây khác hút chất dinh dưỡng)